# 더 루츠
더 루츠(The Roots)는 미국의 힙합 그룹이다. 그들은 그래미 어워드 수상자이며, 일렉트로닉, 재즈 등과 힙합을 접목시켜 공연한다. 그들은 1993년부터 활동하기 시작했으며, 현재 데프잼 소속이다.
그들은 지금까지 제이 지, 비욘세, 스눕 독, 에미넴, 빅 대디 캐인 등과 함께 투어를 했다.

## 음반

### 정규 앨범
- 1993: Organix
- 1994: Do You Want More?!!!??!
- 1996: Illadelph Halflife
- 1999: Things Fall Apart
- 2002: Phrenology
- 2004: The Tipping Point
- 2006: Game Theory
- 2008: Rising Down
- 2010: How I Got Over
- 2011: Undun
- 2014: ...And Then You Shoot Your Cousin

### 라이브 앨범
- 1999: The Roots Come Alive
- 2001: Jay-Z: Unplugged